# アルヴォ・アスコラ
アルヴォ・アスコラ（Arvo Askola、1909年12月2日 – 1975年11月23日）は、フィンランドの陸上競技選手である。彼は、1936年に開催されたベルリンオリンピックの10000メートル走で銀メダルを獲得した。

## 経歴
アスコラはベルリンオリンピックで、10000メートル走のみに出場した。8月2日に実施された10000メートル走には、18の国から30人の選手が出場した。アスコラは生涯の自己最高記録30分15秒6を出して1位で同じくフィンランド代表のイルマリ・サルミネンから0.2秒の差で2位に入り、銀メダリストとなった。3位にも同じフィンランドのボルマリ・イソ＝ホロが入り、フィンランド勢が表彰台を独占した。
なお、1934年のヨーロッパ陸上競技選手権大会でも、同種目で2位となっている。